# Confederazione di Jinhan
Jinhan (진한?; tɕin.ɦan) fu una confederazione di piccoli Stati esistita all'incirca dal I secolo a.C. al IV secolo d.C. nel sud della penisola coreana, ad est della valle del fiume Nakdong, nella provincia di Gyeongsang. Derivata dal pre-esistente Stato di Jin, Jinhan era uno dei Samhan ("Tre Han"), insieme a Byeonhan e Mahan. Jinhan fu assorbita dal tardo Silla, uno dei Tre Regni di Corea.

## Etimologia
Si ritiene che "Jinhan" (辰韓) sia una combinazione di parole in lingua coreana antica. "Jin" (진) significava "est", mentre "Han" (한) significava "grande", da cui il significato di Jinhan, "grande nazione dell'est".
Come parte dei Samhan, Mahan significava "grande nazione del sud" e Byeonhan "grande nazione luccicante".

## Storia
Jinhan, come le altre confederazioni di Samhan, nacque dalla confusione e dalle migrazioni seguenti la caduta di Wiman di Gojoseon nel 108 a.C.
Un reclamo trovato negli annali cinesi Storia delle dinastie settentrionali, constata che i rifugiati dell'area della comanderia di Lelang trovarono Jinhan dopo i disordini politici della dinastia Qin alla fine del III secolo a.C. e portarono il nome "Qin/秦". In ogni caso, siccome le date si sovrappongono con lo Stato di Jin (IV-II secolo a.C. circa) e nessun documento storico coreano riporta questo reclamo, è di solito considerato una notizia falsa siccome i regni Samhan (tra cui Jinhan) specificamente dichiaravano una discendenza dallo Stato di Jin (辰國) e non dalla dinastia Qin (秦朝) (si noti anche che il reclamo trovato negli annali allude a una menzione fatta da un passante anziano senza alcuna rilevanza sociale). Il reclamo fu successivamente screditato, siccome il Samguk sagi coreano afferma che Hyeokgeose, primo re di Silla (il regno che succedette Jinhan), costruì il regno accanto agli indigeni coreani di Gojoseon. Questo fraintendimento in definitiva nacque dai migranti che da Silla si spostarono in Giappone, noti come clan Hata, che furono erroneamente identificati come discendenti della dinastia Qin unicamente perché associati con Silla.
Alcune parti del Volume 30 delle Cronache dei Tre Regni sono cronache lasciate da inviati di Wei che visitarono Okjeo e Jinhan dopo la vittoria della guerra tra Goguryeo e Wei e della battaglia di Giriyeong con la confederazione di Mahan nel tardo III secolo.
Così, gli Stati di Jinhan compaiono nelle cronache come Stati quasi indipendenti che si indebolirono dopo la sconfitta di Silla durante l'era di Cheomhae Isageum.
Prima del III secolo, si pensava che non vi fosse distinzione tra le confederazioni di Jinhan (辰韓) e Byeonhan (弁韓 o 弁辰).

## Culture
Si dice che i popoli di Jinhan e Byeonhan migrarono tra i due Stati frequentemente (雜居), rendendo dunque difficile differenziarli culturalmente.
La relazione di Jinhan con il precedente Stato di Jin non è chiara, nonostante le cronache contemporanee cinesi, Cronache dei Tre Regni, affermino che Jinhan fosse identico a Jin (mentre un'altra cronaca descrive Jin come il predecessore di tutti gli Stati Samhan). Jinhan e Byeonhan condivisero nei fatti la medesima cultura, con diversi costumi religiosi, e apparentemente non erano separati da un chiaro confine.
Numerose delle evidenze archeologiche trovate nell'area mancano di distinguibili differenze con le evidenze trovate nei regni vicini, suggerendo che le culture erano perlopiù simili nella parte meridionale della penisola.
Poco si conosce della vita quotidiana del popolo di Jinhan. La religione pare fosse sciamanica e aveva un ruolo rilevante anche a livello politico. L'agricoltura era largamente dominata dal riso, ma altresì vi era allevamento di bestiame quali cavalli e polli.
Similmente a Byeonhan, i bambini nati a Jinhan ricevevano una schiacciatura della testa colpendo il loro teschio contro una roccia piatta. Si pensa che questa pratica terminò nella confederazione di Gaya.

## Lingua
Si pensa che la lingua di Jinhan fosse l'antenata della lingua di Silla, che a sua volta era l'antenata supposta della moderna lingua coreana.

## Stati
Secondo le Cronache dei Tre Regni, Jinhan consisteva di 12 piccoli Stati di 600-5000 famiglie ciascuno, divisi da 6 piccoli Stati:
- Saro (사로국, 斯盧國), lo Stato più potente di Jinhan, altresì noto come Seorabeol. Nel 503, Saro cambiò nome in Silla.
- Gijeo (기저국, 己柢國), oggi Andong.
- Bulsa (불사국, 不斯國), oggi Changnyeong.
- Geun-gi (근기국, 勤耆國), oggi Pohang o Cheongdo.
- Nanmirimidong (난미리미동국, 難彌理彌凍國), oggi Miryang. È altresì noto come Mirimidong.
- Yeomhae (염해국, 冉奚國), oggi Ulsan.
- Gunmi (군미국, 軍彌國), oggi Sacheon.
- Yeodam (여담국, 如湛國), oggi Gunwi.
- Horo (호로국, 戶路國), oggi Sangju.
- Juseon (주선국, 州鮮國), oggi Gyeongsan.
- Mayeon (마연국, 馬延國), oggi Miryang.
- U-yu (우유국, 優由國), oggi Cheongdo o Yeongdeok.

Secondo il Samguk sagi, il regno di Silla (attorno all'odierna Gyeongju) fu fondato da Bak Hyeokgeose nel 57 a.C., il quale unì i sei clan di Jinhan sotto la sua guida. Le cronache sono sparse e conflittuali riguardo alla relazione tra i nomi Jinhan, Saro, Seorabeol e il tardo regno di Silla.

## Localizzazione
La maggior parte delle teorie indicano che Jinhan era situata nell'area successivamente occupata dal regno di Silla: il bacino di Gyeongju e l'adiacente costa del mar del Giappone. Avrebbe confinato con la confederazione di Byeonhan a sudovest e con la più larga confederazione di Mahan a ovest; a nord avrebbe invece dovuto confinare con le comanderie cinesi e con il piccolo Stato costale di Dongye. In ogni caso, alcuni studiosi localizzano Jinhan nella valle del fiume Han, confinante con Mahan a nord e Byeonhan a sud.